# Sarothrias papuanus
Sarothrias papuanus är en skalbaggsart som beskrevs av Stanislaw Adam Ślipiński 1986. Sarothrias papuanus ingår i släktet Sarothrias och familjen Jacobsoniidae. Inga underarter finns listade i Catalogue of Life.